# Idelʹson (cráter)
Idelʹson es un cráter de impacto que se encuentra en la cara oculta de la Luna, justo detrás del terminador lunar sur, en una región que a veces queda a la vista de la Tierra debido a la libración. Idelʹson está situado al suroeste de la enorme planicie amurallada del cráter Schrödinger.
|  |

El borde norte de Idelʹson está cubierto por el cráter más grande Ganswindt, invirtiendo el orden habitual de cráteres más pequeños sobre los impactos más grandes que suelen verse en la Luna. El glacis exterior de Ganswindt cubre casi la mitad del suelo interior de Idelʹson, alcanzando el punto medio. El resto del interior y el borde del cráter han sido parcialmente cubiertos por materiales eyectados, produciendo una superficie redondeada y grumosa. Aun así, el brocal que subsiste sigue siendo distinguible, y no está cubierto por ninguna otra marca notable. El impacto más grande dentro del interior es un cráter minúsculo junto a la pared interior suroriental.

## Cráteres satélite
Por convención estos elementos son identificados en los mapas lunares poniendo la letra en el lado del punto medio del cráter que está más cerca de Idelʹson.
|          | \| Idelʹson \| Coordenadas \| Diámetro \| \| -------- \| ------------------------------- \| -------- \| \| L \| 84°12′S 115°48′E / -84.2, 115.8 \| 28 km \| |          |
| Idelʹson | Coordenadas | Diámetro |
| L        | 84°12′S 115°48′E / -84.2, 115.8 | 28 km    |